# オギュスタン・バリエ
オギュスタン・バリエ（オーギュスタン・バリエ、Augustin Barié, 1883年11月15日-1915年8月22日）はフランスの作曲家・オルガニスト。生まれつき盲目であった。オルガンをアレクサンドル・ギルマンとルイ・ヴィエルヌに師事。サン＝ジェルマン＝デ＝プレの名目上の教会オルガニストに指名され、大オルガンを演奏した。第一次世界大戦中に脳内出血により31歳で夭折したため、作品数はきわめて少ない。主要作品は以下の3曲である。
- オルガン交響曲 Symphonie pour orgue en si bémol majeur 作品5 (1911)
- 悲歌 Élégie
- オルガンのための3つの小品 Recueil de Trois Pièces pour orgue 作品7 (1911)
  - 行進曲 Marche
  - 哀歌 Lamento
  - 行進曲 Toccata　ロ短調